# میزتلباخ
شهر میزتلباخ (به آلمانی: Mistelbach) در استان  نیدراسترایش با جمعیت  ۱۱٬۰۴۰  نفر در کشور اتریش واقع شده‌است.

## نگارخانه

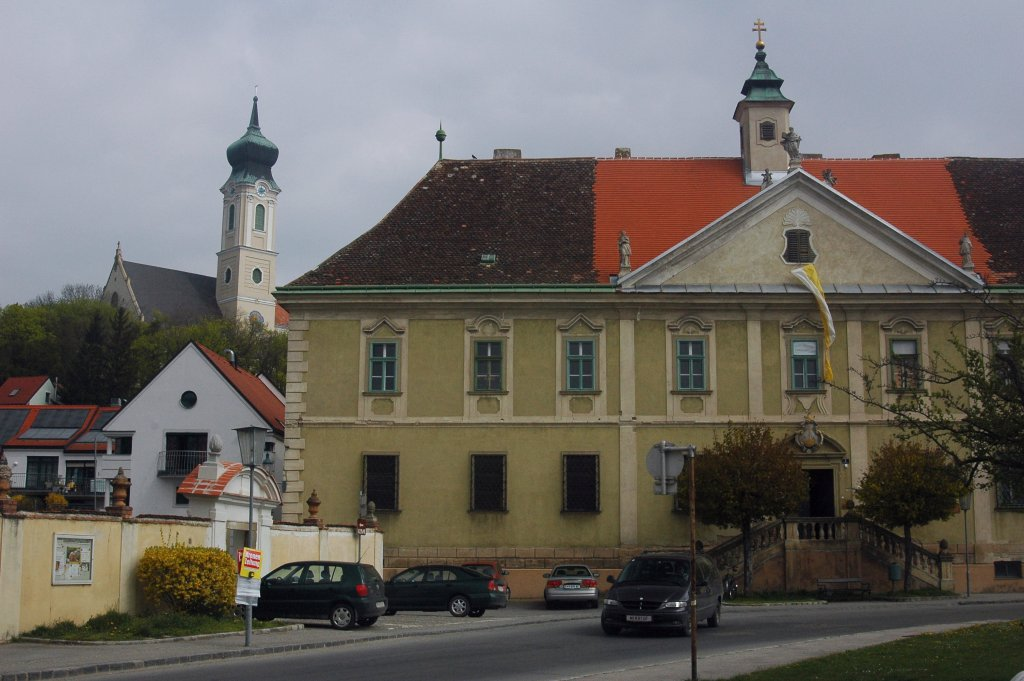
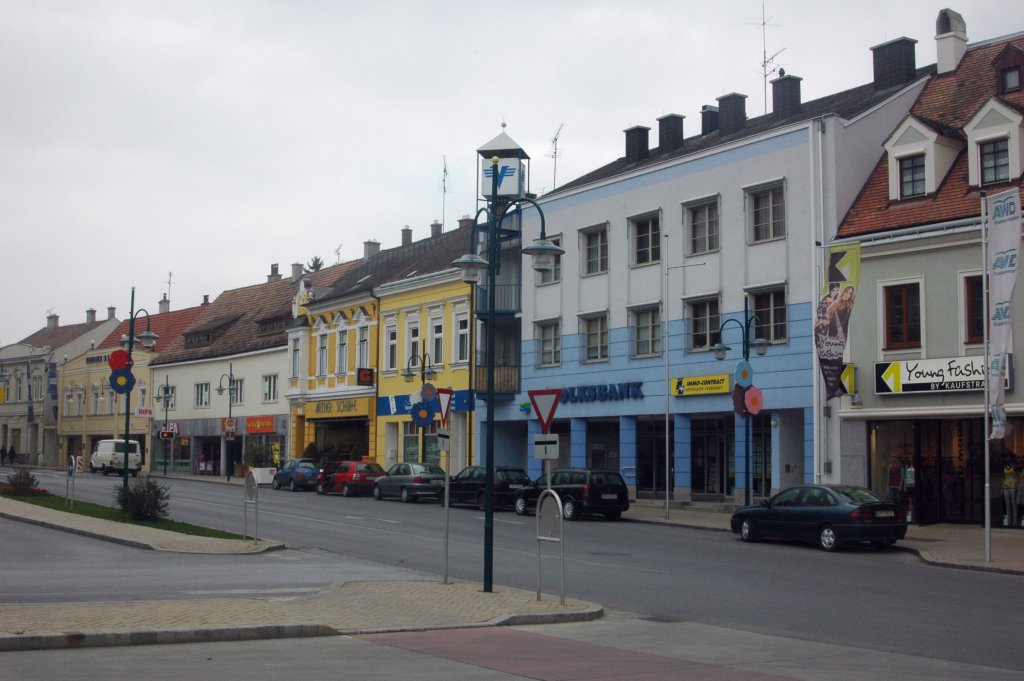